# Do Shock Booze
Do Shock Booze（どう しょく ぶつ、6月6日生）は、日本のDJ、音楽プロデューサー。

## 略歴
熊本県阿蘇出身の男性アーティスト。本名は林洋一。ロックバンドを解散し、DJ活動を本格的に始める。DO SHOCK BOOZEとはYoichi Hayashiの音楽プロジェクト、DJ名義。
ボーカリスト・作詞家として数々のバンド経験を積む。2006年に本格的にDJ活動をスタートさせ、様々なパーティーを主宰。国内屈指のプロデューサーたちから支持を受け、ダンスミュージック界にデビュー。これまでに生み出してきた作品は、国内外の主要レーベルからリリースされている。レーベル「TOTEM TRAXX」の発案者である。